# Goris Verburg
Goris (Go) Verburg (De Hoef, 27 juli 1920 - Hilversum, 23 november 1965) was een Nederlands auteur van jeugdromans en romans voor volwassenen.

## Levensloop[2]
Go Verburg was afkomstig uit een bekend boerengeslacht. Hij trouwde met Elizabeth Benschop en werd bedrijfsleider in de brandstoffenhandel van zijn schoonvader. Na de Tweede Wereldoorlog werd Verburg journalist. Hij werd redacteur van het christelijk-nationaal weekblad De Spiegel, waarvoor hij feuilletons schreef die later in romanvorm verschenen. Hij schreef ook feuilletons voor andere kranten en gebruikte, vanwege zijn grote productie, voor veel van zijn publicaties verschillende pseudoniemen. Vanaf de jaren '50 schreef Verburg ook toneelstukken en hoorspelen, o.a. voor de NCRV-radio.
De watersnoodramp van 1 februari 1953 inspireerde Verburg tot de roman Storm over Nederland, die vele herdrukken beleefde. Dominee aan de ketting (1954) verhaalt van de verburgerlijking van de kerk, de seksuele spanningen tussen verloofden en seksuele voorlichting aan kinderen.
Als journalist maakte hij vele reizen naar toenmalige koloniale staten. In de reisromans Groeten uit Zuid-Afrika (1958) en De Keerzijde (1958) bespreekt hij het rassenvraagstuk. De verhaallijn en de woordkeuze van deze romans is vanuit een later, modern perspectief problematisch te noemen. Afscheid van Kongo (1960) en Anak-Anak Mas (1961) verschenen aan de vooravond van de onafhankelijkheid van respectievelijk Belgisch-Congo en Nieuw-Guinea.
Naast boeken voor volwassenen schreef en vertaalde Verburg ook diverse jeugdboeken, voornamelijk vanuit het Duits. Een bijzondere plek in zijn oeuvre neemt het boek Bijbel en astrologie in, waarin Verburg betoogt dat de astrologie de sleutel is voor de bijbel-exegese.
Verburg was, vanaf de oprichting in 1964, secretaris van de Christen-Democraten Unie. Ook was hij, in 1951, medeoprichter geweest van het Christelijk Cultureel Centrum, dat tot doel had de christelijke cultuur te bewaren.
Goris Verburg is de vader van de auteur Alex Verburg.